# 帕尔拉凯蒙迪
帕尔拉凯蒙迪（Parlakhemundi），是印度奥里萨邦Gajapati县的一个城镇。总人口42991（2001年）。

## 人口
该地2001年总人口42991人，其中男性21748人，女性21243人；0—6岁人口4689人，其中男2435人，女2254人；识字率68.73%，其中男性为76.62%，女性为60.66%。